# Вампирски дневници
Вампирски дневници (енгл. The Vampire Diaries) америчка је натприродна тинејџерско-драмска телевизијска серија коју су створили Кевин Вилијамсон и Џули Плек за The CW. Темељи се на истоименом серијалу романа Л. Џ. Смит. Премијера је приказана 10. септембра 2009. године, а завршена је 10. марта 2017. У Србији је премијера приказана 14. новембра 2011. на Првој где су емитоване прве две сезоне, након чега прелази на Прву плус где је емитовано првих седам сезона. Целокупна серија објављена је 8. марта 2022. године преко платформе HBO Max.
Пилот епизода постала је најгледанија премијера серије на мрежи The CW од почетка њеног емитовања 2006. године; прва сезона је у просеку имала 3,60 милиона гледалаца. Била је најгледанија серија на мрежи пре него ју је надмашила Стрела. Добила је бројне номинације за награде, освојивши четири Награде по избору публике и мноштво Награда по избору тинејџера.
У априлу 2015. главна глумица Нина Добрев, која је глумила Елену Гилберт, потврдила је да ће напустити серију након шесте сезоне. Вратила се како би снимила војсовер за финале седме сезоне и као гостујућа улога у финалу серије. У марту 2016. The CW је обновио серију за осму сезону, али је у јулу исте године објављено да ће осма сезона, која се састоји од 16 епизода, бити последња. Финална сезона је приказивана од 21. октобра 2016. до 10. марта 2017. године.
Концепти и ликови развијени у серији послужили су за покретање медијске франшизе коју чине и друге телевизијске серије, веб-серије, романи и стрипови. Телевизијска серија Првобитни, приказивана на истој мрежи, била је прва у овом заједничком универзуму.

## Радња
Серија је смештена у фикционалном граду Мистик Фолс, Вирџинији, граду пуног натприродне историје од њеног насељавања миграната из Нове Енглеске крајем 19. века. Прати живот Елене Гилберт (Нина Добрев), тинејџерке која је изгубила оба родитеља у саобраћајној несрећи, она се заљубљује у 162-годишњег вампира Стефана Салватореа (Пол Весли). Њихова веза постаје све компликованија јер се Стефанов мистериозни старији брат Дејмон Салватор (Ијан Самерхолдер) враћа, са планом да врати своју прошлу љубав Кетрин Пирс, вампира који изгледа идентично као и Елена. Иако је Дамон првобитно био злочинац и критизирао је свог брата што га је присилио да постане вампир, касније се помирио са Стефаном и заљубио се у Елену, стварајући такозвани љубавни троуга међу њима. Оба брата штите Елену док се суочавају са разним зликовцима и претњама по граду, укључујући и Кетрин. Историја браће и града откривају се кроз њихова сећања док се серија наставља.
Додатне приче се врте око осталих становника града, од којих је најпознатији Еленин млађи брат Џереми Гилберт (Стивен Р. Мекквин), њене најбоље пријатељице Бони Бенет (Кет Грејам) и Керолајн Форбс (Кендис Кинг), њихови заједнички пријатељи Тајлер Локвуд (Мајкл Тревино) и Метју Донован (Зек Роериг), и њихов професор историје у школи, ловац на вампире Аларик Салцмен (Мет Дејвис). Политику града оркестрирају потомци првобитних породица оснивача, а сви они чине "Савет оснивача". Породице оснивача Мистик Фолса укључују Салватор, Гилберт, Фелс, Форбс и Локвуд. Они чувају град углавном од вампира, иако постоји много више наднаравних претњи као што су вукодлаци, вештице, хибриди и духови.

## Улоге
- Нина Добрев као Елена Гилберт — Лепа девојка из Мистик Фолса. Родитељи су јој страдали у саобраћајној несрећи и принуђена је да живи са тетком. Још увек се опоравља од тешког периода. Када упозна згодног Стефана, за кога не зна да је вампир, њен живот ће кренути другачијим током. Љубав ће бити обострана. Ипак, пометњу у њихове животе унеће Стефанов брат, вампир Дејмон који ће покушати да освоји њено срце. Ту почиње борба Стефана и Дејмона да освоје срце девојке која ужасно личи на њихову давно изгубљену љубав Кетрин. Нина Добрев такође глуми и Еленину двојницу Кетрин Пирс, која се први пут појављује у другој сезони као главни негативац.
- Пол Весли као Стефан Салватор — Згодан и шармантан младић који крије да је вампир. Рођен је 1846. године у Мистик Фолсу. Окренуо је леђа окрутном вампирском животу и покушава да живи као други млади људи. Жеђ за крвљу научио је да контролише захваљујући вампирици Лекси Брансон, која постаје његов најбољи пријатељ. Заљубљује се у Елену у којој препознаје своју некадашњу љубав Кетрин. Он има мрачну страну када попије људску крв постаје „распорилац”.
- Ијан Самерхолдер као Дејмон Салватор — Стефанов брат, такође вампир. И он је веома привлачан и шармантан, али има мрачну страну личности. Потпуна је супротност брату. Разуме братовљеву опсесију Еленом, јер личи на жену коју је Стефан давно волео, а коју је он желео за себе. Али је није добио када је постао вампир покушао је да заборави своју љубав али када се врати у Мистик Фолс и када упозна Елену почињу да воли иако је мислио да је то заувек иза њега.
- Стивен Р. Маквин као Џереми Гилберт — 15-годишњи Еленин млађи брат, који у себи носи исту бол као и Елена, али не може да се опорави од трауме коју је проживео. Џереми је више изложен путу у пропаст зато што се дружи с хашаманима, па и сам почне да се дрогира како би сакрио бол коју носи. Додатно га муче осећања према Метовој сестри Вики која га одбија и дружи се са његовим супарником Тајлером. Он се касније развије у једну јаку личност ловца на вампире и постаје јако значајан за пут према леки за вампиризам.
- Нина Добрев као Кетрин Пирс (рођена као Катерина Петрова) — Тајанствена девојка чија је прошлост повезана са Стефаном и Дејмоном, а за коју су мислили да је мртва, ће се први пут појавити у другој сезони и то као главни зликовац. Чувена Кетрин поред своје лепоте и памети неописиво подсећа на Елену - физички су исте. Одговор на ово готово немогуће питање биће пронађен кроз даље гледање серије. Од првог сусрета Кетрин и Елена нису могле да пронађу заједнички језик јер су, иако физички исте, биле потпуно различитог карактера. Њихово супарништво ће се одвијати кроз целу серију.
- Кет Грејам као Бони Бенет — Бони је Еленина најбоља другарица. Оне се познају одмалена и урадиле би све једна за другу. Бони је остала са татом и баком баш мала. Мајка јој је отишла да би нашла нови живот. Са 17 година Бони је сазнала да је вештица. У прво време није знала како да контролише своје моћи, али временом ће постати једна од најмоћнијих вештица свог времена.
- Кендис Кинг као Керолајн Форбс— Еленина и Бонина другарица. Она је типична тинејџерка:плаве косе, плавих очију, весела, разуздана, лаковерна:-временом, то ће се променити. Керолајнина мама је шериф у Мистик Фолсу. Керолајн је јако везана за своју маму. Иако се на почетку не чини тако, временом ће се показати да је Керолајн један од најснажнијих и најиздржљивијих ликова у серији. Чак и када сви буду одустали она настоји да промени ситуацију.
- Мет Дејвис као Аларик Салцмен — Аларик долази у Мистик Фолс као професор историје који предаје у Елениној средњој школи. Он верује у натприродно и касније ће се открити који су његови мотиви за долазак у град. Неће имати много среће са женама, али ће своју породицу првобитно пронаћи у Елени и Ђеремију.
- Зек Рориг као Мет Донован — Еленин бивши дечко. Живео је са својом сестром Вики. Мет је добар момак, дечко иѕ снова, добар и одан пријатељ. Такође један од главних ликова. Мрзеће вампире и биће одлучан у својој идеји да очисти Мистик Фолс од њих. Касније постаје шериф Мистик Фолса.
- Џозеф Морган као Никлаус Мајклсон Клаус — првобитни вампир и хибрид(полу вампир полу вукодлак) један од најснажнијих у серији главни негативац који ипак зна да воли а то се најбоље види по љубави коју гаји према Керолајн.

## Епизоде
| Сезона | Сезона | Епизоде | Оригинално емитовање | Оригинално емитовање | Оригинално емитовање | Емитовање у Србији | Емитовање у Србији | Емитовање у Србији |
| Сезона | Сезона | Епизоде | Премијера            | Финале               | Мрежа                | Премијера          | Финале             | Мрежа              |
| ------ | ------ | ------- | -------------------- | -------------------- | -------------------- | ------------------ | ------------------ | ------------------ |
|        | 1.     | 22      | 10. септембар 2009.  | 13. мај 2010.        |                      | 14. новембар 2011. | 14. децембар 2011. | Прва               |
|        | 2.     | 22      | 9. септембар 2010.   | 12. мај 2011.        | 15. децембар 2011.   | 17. јануар 2012.   |                    | Прва               |
|        | 3.     | 22      | 15. септембар 2011.  | 10. мај 2012.        | 21. март 2014.       | 21. април 2014.    | Прва плус          |                    |
|        | 4.     | 23      | 11. октобар 2012.    | 16. мај 2013.        | 22. април 2014.      | 27. мај 2014.      | Прва плус          |                    |
|        | 5.     | 22      | 3. октобар 2013.     | 15. мај 2014.        | 17. децембар 2014.   | 15. јануар 2015.   | Прва плус          |                    |
|        | 6.     | 22      | 2. октобар 2014.     | 14. мај 2015.        | 15. март 2016.       | 13. април 2016.    | Прва плус          |                    |
|        | 7.     | 22      | 8. октобар 2015.     | 13. мај 2016.        | 7. октобар 2016.     | 4. новембар 2016.  | Прва плус          |                    |
|        | 8.     | 16      | 21. октобар 2016.    | 10. март 2017.       | 8. март 2022.        | 8. март 2022.      |                    |                    |